# Pyraloides spodia
Pyraloides spodia là một loài bướm đêm trong họ Noctuidae.